# Paropsia guineensis
Paropsia guineensis är en passionsblomsväxtart som beskrevs av Daniel Oliver. Paropsia guineensis ingår i släktet Paropsia och familjen passionsblomsväxter. Inga underarter finns listade i Catalogue of Life.